# USS Sea Dog (SS-401)
Za druga plovila z istim imenom glejte USS Sea Dog.
USS Sea Dog (SS-401) je bila jurišna podmornica razreda balao v sestavi Vojne mornarice Združenih držav Amerike.
Med drugo svetovno vojno je podmornica opravila 5 bojnih patrulj.